# Mario Andreini
Mario Andreini (Pistoia, 20 febbraio 1901 – Prato, 24 dicembre 1970) è stato un cantastorie italiano, che ha svolto la sua opera principalmente in Toscana, tra Prato e Pistoia.

## Biografia
Nato a Canapale, località pistoiese anticamente compresa nel comune di Porta Carratica, in una famiglia contadina, in seguito si dedicò a svariati lavori in giro per il mondo. Autodidatta per quanto riguarda la sua formazione musicale, possedeva una bella voce tenorile, con la quale declamava a suon di musica le sue composizioni in ottava rima. Svolse la sua attività artistica sia come solista, che facendo parte anche di numerose compagnie, con il nome d'arte di Mario Marna. Fu perseguitato dal regime fascista per alcune canzoni contro Mussolini. Vinse numerosi concorsi di gare poetiche ed ha inciso numerosi dischi. Padre del noto pittore Tosco Andreini, alternava la sua attività di poeta estemporaneo a quella di venditore ambulante nelle piazze toscane. 

## Omaggi
Nel 2007 il chitarrista compositore Maurizio Geri ha pubblicato l'album Ancora un ballo in cui interpreta la canzone A passo lento, il cui testo è basato su Ricordo della montagna pistoiese di Mario Andreini.